# Felsgravuren von La Fajana

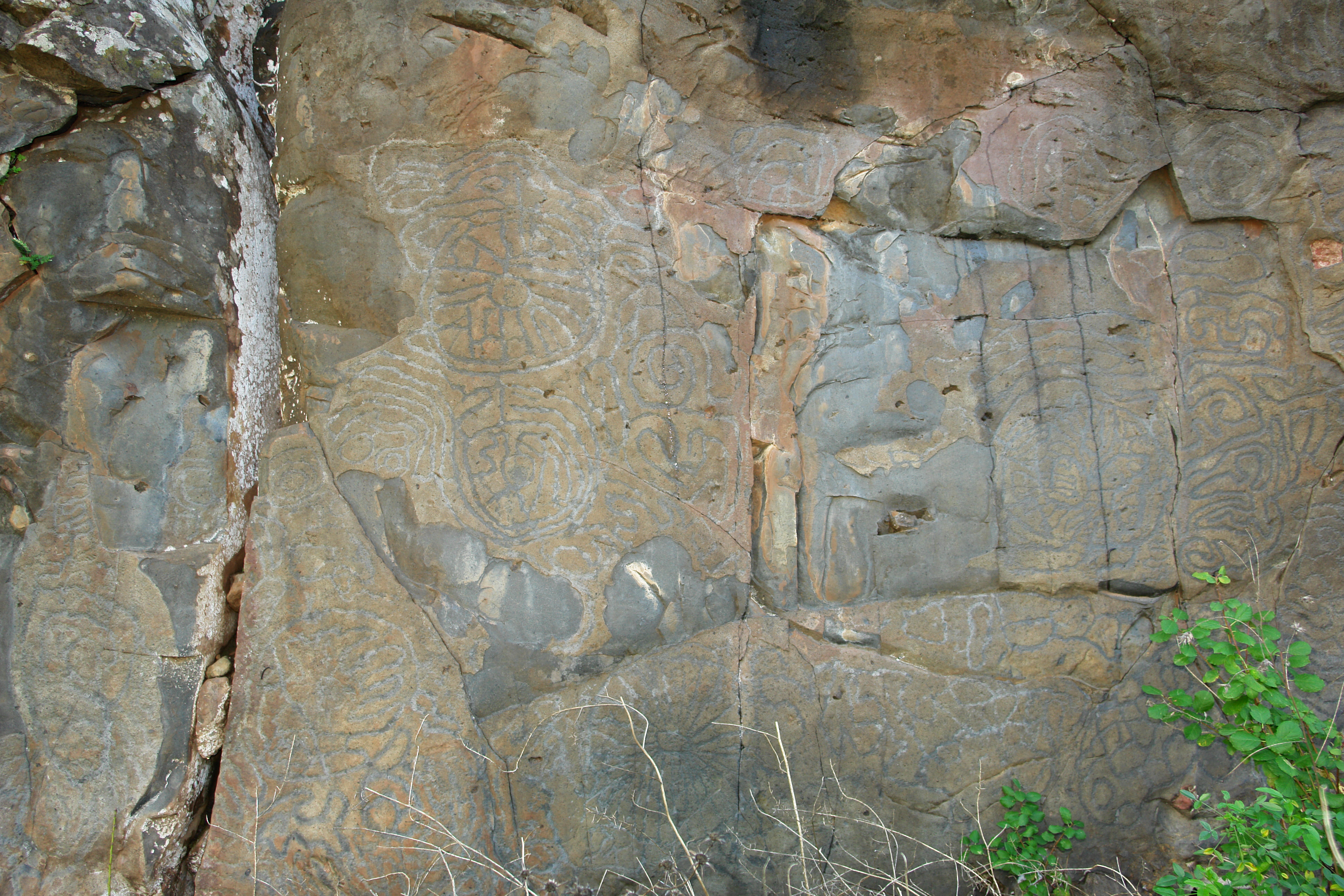

Die Felsgravuren von La Fajana (span. Grabados rupestres de La Fajana) sind Petroglyphen an einer Felswand im Barranco de las Canales auf der spanischen Kanareninsel La Palma. Sie stammen von den Benahoaritas, den Ureinwohnern der Insel, die bis ins 15. Jahrhundert hier lebten. Diese Gravuren zählen zu den bedeutendsten kulturellen Hinterlassenschaften der Benahoaritas.
Entdeckt wurden die Petroglyphen zufällig im Jahr 1982. Kurz darauf wurden weitere Felsgravuren in der Nähe, bekannt als die Felsgravuren von El Cementerio, gefunden.

## Standortbeschreibung
Der Standort der Felsgravuren von La Fajana befindet sich nahe der Stadt El Paso im Tal Barranco de las Canales. Die Gravuren sind an der Basis einer Basaltfelswand mit einer Breite von drei Metern und einer Höhe von vier Metern angebracht, bekannt als Lomo de La Fajana. Der Name "Fajana" leitet sich vom kanarischen Ortsnamen ab, der eine Ebene am Fuße einer Steilwand beschreibt. Diese Lage ermöglicht einen hervorragenden Überblick über das umliegende Tal, was möglicherweise eine Bedeutung für die Platzierung der Gravuren hat.
Die Felswand bietet einen natürlichen Schutz und eine prominente Lage, die für rituelle oder kulturelle Aktivitäten der Benahoaritas von Bedeutung gewesen sein könnte. Die Anhöhe, auf der sich die Gravuren befinden, ermöglicht eine weitreichende Sicht, was die Hypothese stützt, dass die Gravuren möglicherweise als Orientierungspunkte oder heilige Stätten dienten.

## Abbildungen

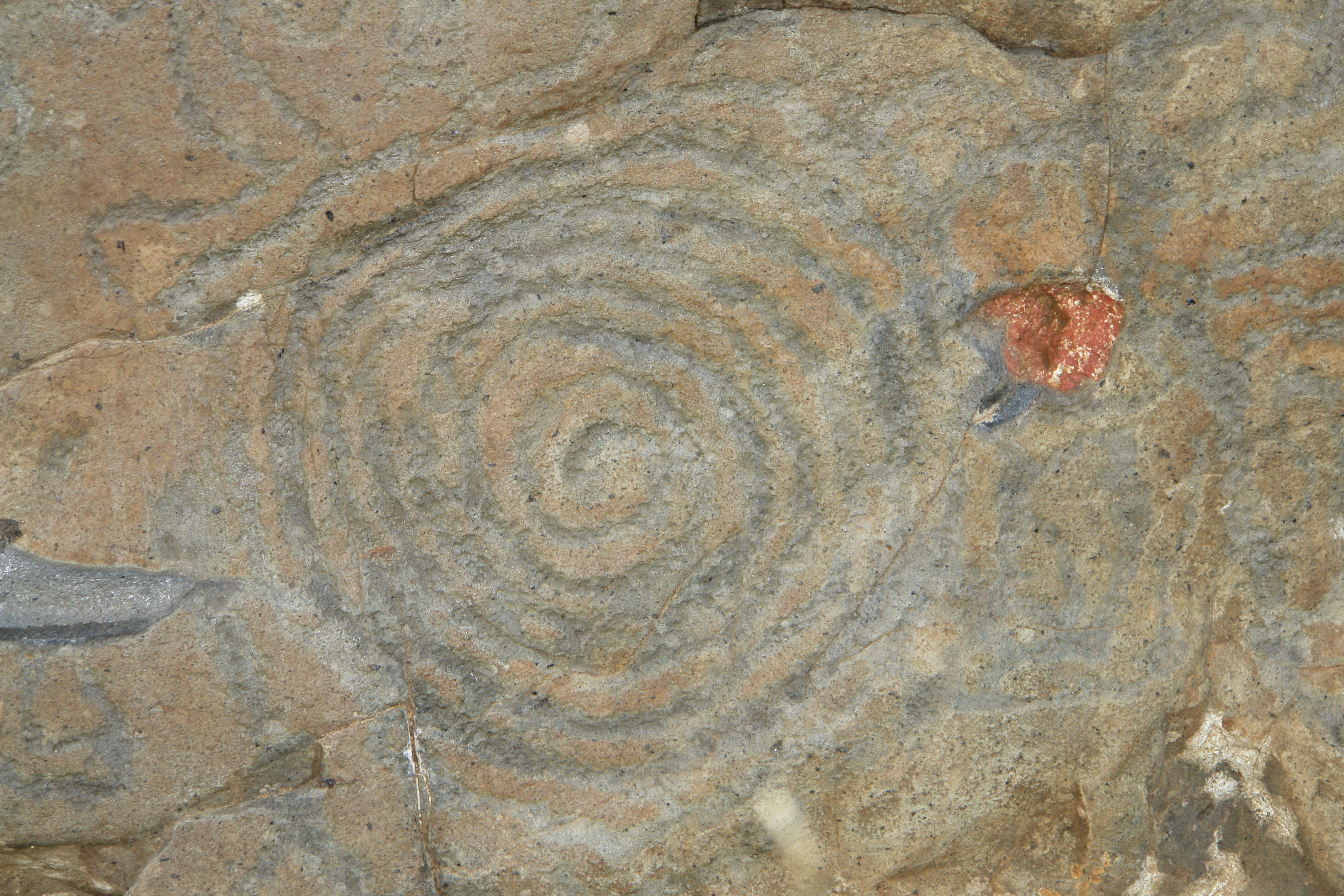

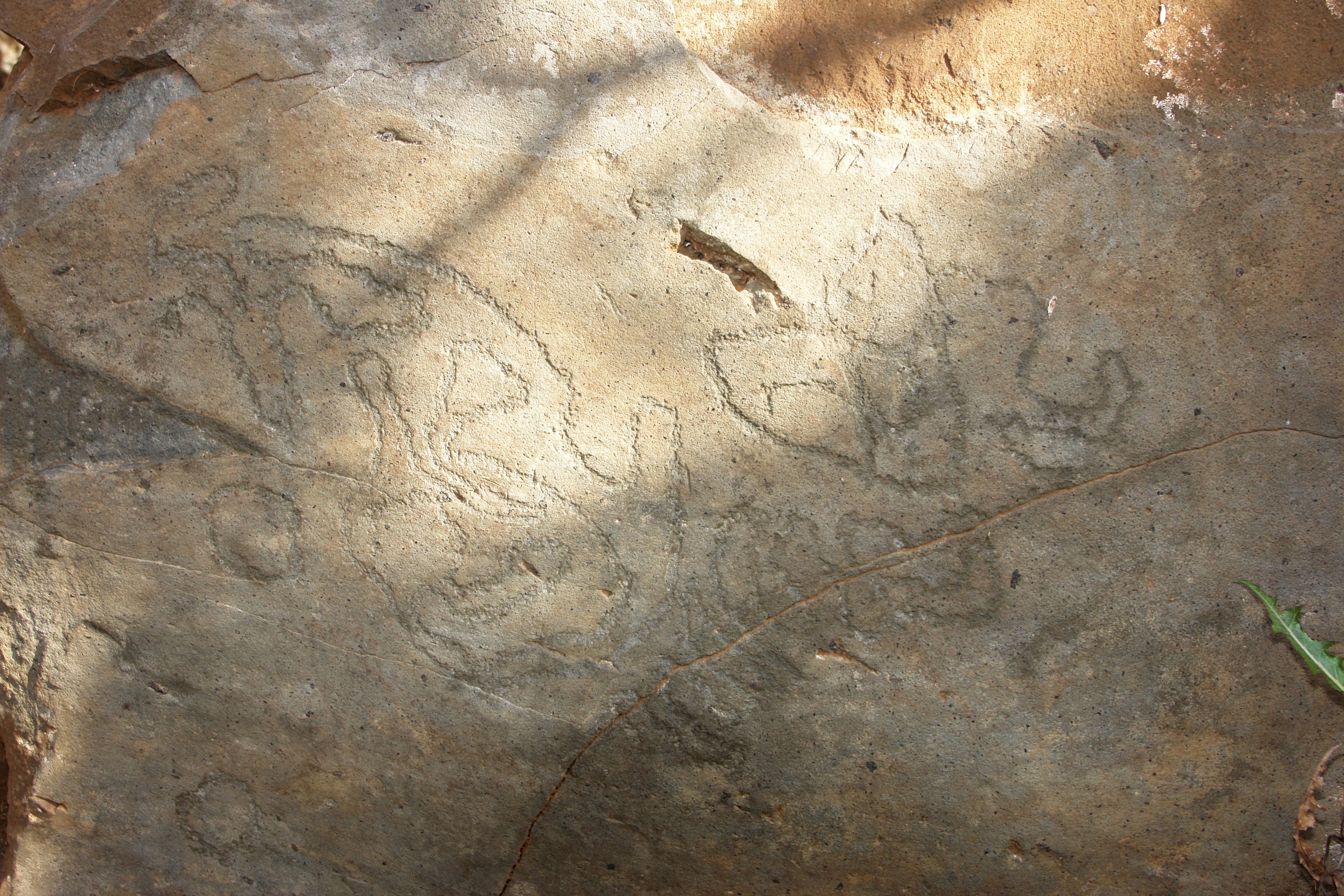
Einzelne, isoliert gelegene Felsgravur

### Lage und Struktur
Die Felsgravuren von La Fajana befinden sich auf einer nach Nordwesten ausgerichteten großen Fläche. Die Petroglyphen sind komplexe, dicht aneinander angeordnete geometrische Figuren. Eine einzelne Gravur befindet sich etwas abseits links von den anderen. Die Gravuren sind kleiner, aber komplexer als die nahen Felsgravuren von El Cementerio. Besonders auffällig sind große Spiralen und Mäander, daneben sind Kreise und parallele Linien erkennbar. Die Bedeutung dieser Abbildungen ist bislang unbekannt, aber es wird vermutet, dass sie Darstellungen von Wasser, der Sonne oder natürlichen Phänomenen sein könnten.

### Technik
Die Gravuren wurden wahrscheinlich mit verschiedenen Techniken erstellt. Ein Teil der Einkerbungen wurde mit einem Stein in die Felswand gemeißelt, wodurch unterschiedlich tiefe und breite Linien entstanden. Andere Petroglyphen wurden mit einem spitzen Stein in den Fels geritzt, um feinere Linien zu erzeugen. Diese Techniken ermöglichen eine Vielfalt an geometrischen Formen und komplexen Mustern.

## Bedeutung

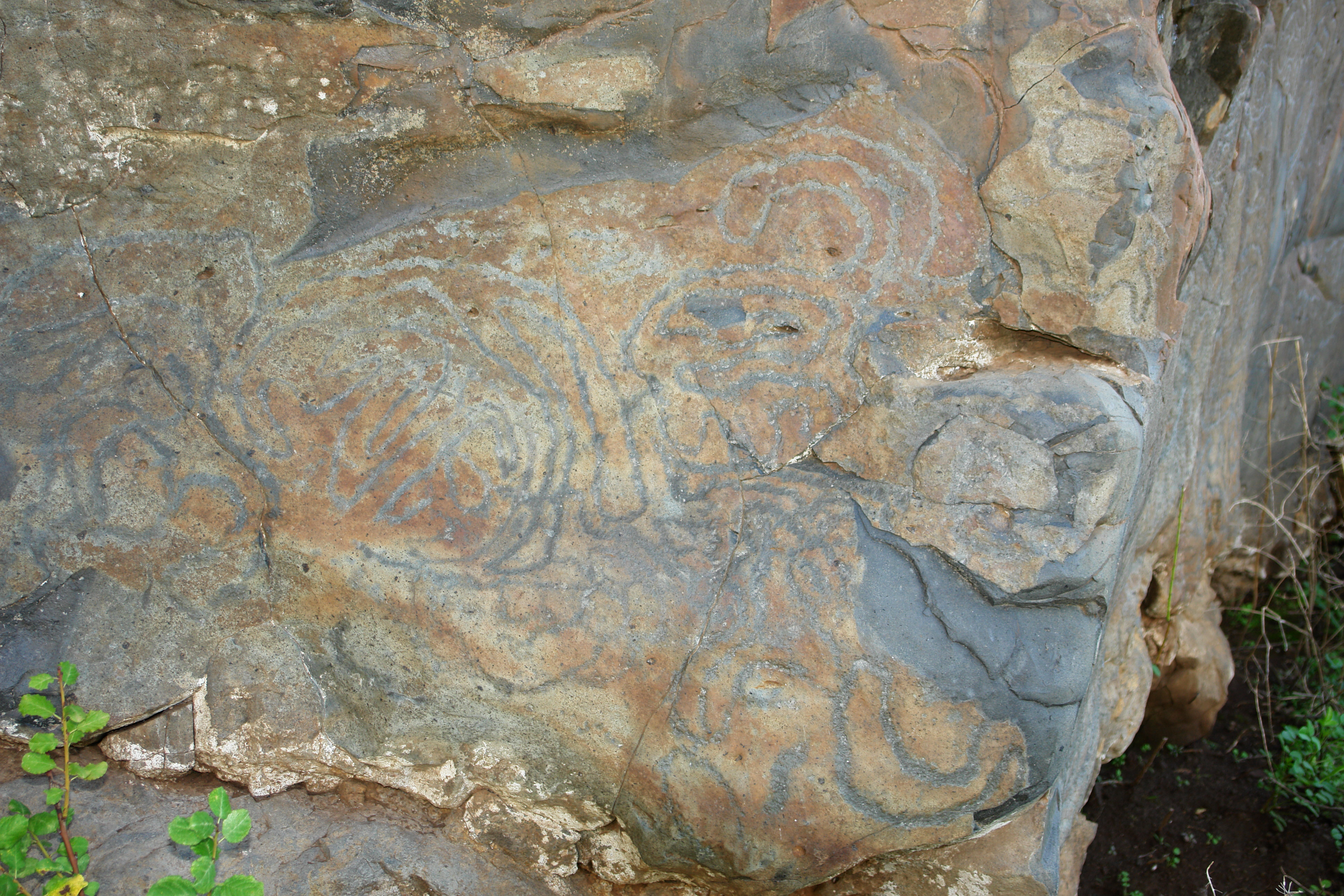

Die tatsächliche Bedeutung der Felsgravuren von La Fajana ist unbekannt. Es wird vermutet, dass sie religiösen Zwecken dienten, wie der Verehrung von Sonne, Mond, Wasser oder bestimmten Göttern, beispielsweise Abora, dem Hauptgott der Benahoaritas. Darüber hinaus könnten sie mit religiösen und magischen Praktiken, wie Fruchtbarkeitsritualen oder Regenzaubern, in Verbindung stehen. Andere Theorien besagen, dass die Gravuren als Markierungen für Wege oder zur Abgrenzung von Gebieten dienten. Diese Ansicht wird jedoch dadurch in Frage gestellt, dass die Petroglyphen sporadisch und zumeist in der Nähe von Höhlen zu finden sind.
Möglicherweise stellen die Gravuren eine komplexe Form der Kommunikation dar, die sowohl spirituelle als auch praktische Aspekte des Lebens der Benahoaritas abbildete. Die kunstvolle und detailreiche Gestaltung der Petroglyphen deutet darauf hin, dass sie eine bedeutende Rolle in der Kultur und Gesellschaft der Ureinwohner spielten. Es ist möglich, dass sie Teil eines größeren Netzwerks von heiligen Stätten und Zeremonialplätzen waren, die über die gesamte Insel verteilt sind.
Nach einer anderen These könnten die Petroglyphen kartographische Darstellungen der Landschaft durch die Benahoaritas sein. Diese Hypothese basiert auf verschiedenen Untersuchungen und Beobachtungen, die auffallende Ähnlichkeiten zwischen den Petroglyphen und spezifischen geographischen Merkmalen der Region aufzeigen. So wird in der Veröffentlichung "Einige Felsgravuren von La Palma bilden eine riesige detaillierte Landkarte" von Bárbara Kupka detailliert beschrieben, wie bestimmte Symbole der Felsgravuren topographischen Merkmalen zugeordnet werden können. Kupka identifiziert eine Reihe von Symbolen, die Berge, Talmulden, Felskuppen, Siedlungs- und Weidegebiete repräsentieren. Vergleichende Studien zu anderen prähistorischen Felsgravuren weltweit haben gezeigt, dass solche Darstellungen oft komplexe Informationen über die Umgebung enthalten. Beispielsweise wurden in anderen Kulturen Felsgravuren als frühzeitliche Landkarten identifiziert, die wichtige Informationen über Wasserquellen, Jagdgebiete und Siedlungen lieferten. Diese Erkenntnisse stützen die Annahme, dass die Petroglyphen von La Fajana eine ähnliche Funktion gehabt haben könnten, indem sie den Benahoaritas halfen, sich in ihrer komplexen Umgebung zu orientieren und wichtige Ressourcen zu identifizieren. Die strategische Platzierung der Gravuren an gut sichtbaren Stellen unterstützt diese These, dass sie als Orientierungspunkte oder Karten dienten, um wichtige geographische Merkmale und Ressourcen darzustellen.